# Cascadele Reichenbach

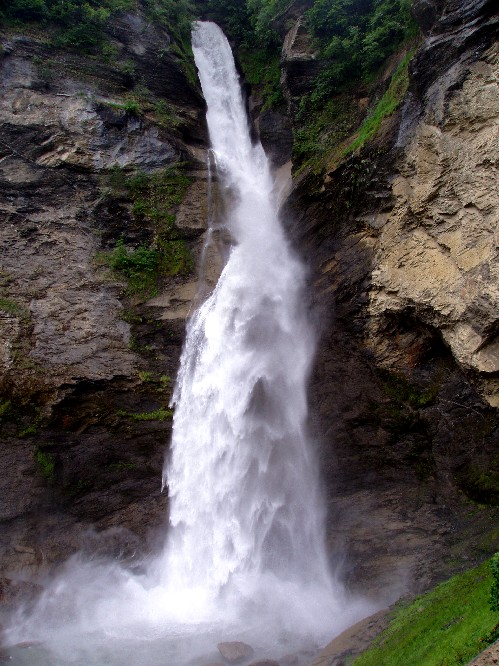
Marea Cascadă Reichenbach

Cascadele Reichenbach sunt un grup de șapte cascade din apropiere de Meiringen (cantonul Berna, Elveția) și care ating împreună 300 m înălțime. Cascada Mare este cea mai de sus și are o înălțime de 120 m și 40 m lățime; vara are un debit maxim de 30 m³/s. Până sus la cascada mare se poate ajunge cu telefericul, cu trenul cu cremalieră sau pe un drum turistic pentru amatorii de drumeție. Cascadele sunt amintite în povestirea Ultima problemă a lui Sir Arthur Conan Doyle, aici având loc lupta dintre Sherlock Holmes și profesorul Moriarty, unde s-a spus că detectivul și-a pierdut viața; în prezent, aici există o tablă comemorativă de piatră care relatează acest lucru.